# Chronologie des faits économiques et sociaux dans les années 1490
Chronologie de l'économie
Années 1480 - Années 1490 - Années 1500

## Événements
- 1490 : la famille vénitienne Thurn und Taxis met sur pied un service postal entre Malines et Innsbruck dans le Tyrol pour le Saint Empire[1].
- 1492 : 900 langues différentes parlées sur le continent américain ont été identifiées par les linguistes, dont près de 300 ont disparu[2].

- 1492 : expulsion des Juifs d'Espagne ; selon le chroniqueur contemporain Andres Bernaldez, cent soixante dix mille Juifs espagnols auraient quitté la péninsule Ibérique, cent mille au plus seraient partis définitivement. Une partie d'entre eux se réfugient au Portugal, les plus riches à titre définitif, les autres en promettant de se diriger sur les places portugaises du Maroc. La plupart des émigrés se réfugient au Maghreb, surtout au Maroc et à Oran, et dans l’Empire ottoman[5].
- 1493-1494 : Christophe Colomb introduit la canne à sucre à Hispaniola. L’exploitation de l’or des rivières se développe. En 1498, Colomb autorise le travail forcé des indigènes (encomienda)[6].
- 1493 et 1496 : en Pologne, les seigneurs font prendre des mesures juridiques pour fixer les paysans à la terre[7].
- 1494-1497, France : la première guerre d’Italie nécessite deux millions de livres qui sont fournies par des emprunts aux cités Italiennes, des engagements de bijoux et de portions du domaine royal et une hausse des impôts (2,6 millions de livres de tailles sont levées). En septembre-octobre 1494, Charles VIII dispose de 40 000 hommes dont 30 000 combattants, mi-français, mi-étrangers (suisses, italiens…), d’une soixantaine de canons, de cent navires dont dix grosses coques, d'arquebuses[8].
- 1494 :
  - à la suite des fraudes du directeur de la filiale de Lyon et les prêts excessifs consentis par le directeur de celle de Bruges à Charles le Téméraire, la firme des Médicis est pratiquement en faillite quand ils perdent le pouvoir à Florence[9].
  - Ivan III de Moscou expulse de Novgorod les marchands de 49 villes hanséatiques et confisque leurs magasins[10].
  - premier galion mentionné dans les péages du port de Valence ; c'est un bateau du même type que la nef, mais plus allongé et équipé d’un quatrième mat destiné à recevoir une seconde voile latine[11].
  - le mathématicien Luca Pacioli publie à Venise Summa de arithmetica geometria proportioni et propotionalita, un traité dans lequel il expose le principe de la comptabilité en partie double et la résolution des équations du second degré[12].
- 1495 et 1504 : Beggars Act (en) en Angleterre ; les mendiants incapables de travailler sont renvoyés dans leurs comtés d’origine[13].
- 1495 : 
  - Jacob Fugger Jean Thurzo fondent à Presbourg la Ungarischer Handel[14]. Les Thurzo, bourgeois de Cracovie enrichis grâce au commerce du cuivre de Slovaquie (Špania Dolina), alliés aux Fugger, deviennent le principal producteur mondial de cuivre. De 1495 à 1604, ils produisent 125 000 tonnes.
  - les salaires agricoles culminent dans la région parisienne à l’indice 557,1[15].
  - Chine : mort de Wei Quan, eunuque administrateur du commerce maritime à Canton de 1476 à 1488. Sa tombe contient de nombreuses monnaies étrangères, dont une de Venise, frappée entre 1457 et 1462[16].
- 1498 :
  - l'arrivée de Vasco de Gama près de Calicut ouvre la route des Indes par le cap de Bonne-Espérance aux Portugais[17]. Vasco de Gama obtient l'autorisation d'établir des entrepôts à Calicut[18]. La ville prospère grâce au poivre de la côte de Malabar et comme centre d’un réseau commercial qui touche la Chine et l’Extrême-Orient, les îles de la Sonde, l’Insulinde, Ceylan et le monde arabe.
  - création de la Scuola dei Greci (en) à Venise[19] ; les marchands grecs de Venise, qui peuvent posséder des navires, s’enrichissent avec le trafic avec l’Empire ottoman.
  - 2,1 millions de livres de tailles sont levées en France. La ponction fiscale sous Louis XII augmente doucement jusqu’à 3,5 millions de livres, soit 63 tonnes d’argent, compte tenu des dévaluations de la livre[8].
- 1499 :
  - le prix du poivre a doublé à Venise depuis 1494 à cause de la guerre contre les Turcs[20].
  - la république de Venise dispose avant la guerre contre les Turcs de 110 embarcations, soit 46 galères de guerre, 17 galères marchandes et 15 grosses nefs[21].

- Développement du vornedskab dans les îles de Sjælland, de Falster, Lolland et Møn[22]. Après le départ d’Éric de Poméranie, les nobles ont amélioré leur position politique au Danemark. Ils souhaitent stabiliser la valeur de leurs domaines et éliminer la main-d’œuvre flottante. Ils obtiennent d’abord qu’une décision royale impose aux travailleurs de rester au moins six mois dans l’emploi qu’ils acceptent. Ceux qui s’engagent à mettre en valeur une ferme sont invités à se placer sous la protection d’un seigneur. Ils deviennent des « protégés » (vornedskab) et en contrepartie le seigneur leur impose de ne pas quitter les terres qu’ils exploitent. Le maître se réserve la possibilité de les vendre ou de les déplacer, de l’une à l’autre de ses fermes. Le régime du servage se maintient dans les îles de Sjælland et de Falster-Lolland jusqu’en 1788[23].

- À la fin du XVe siècle, la flotte hanséate compte un millier de navire d’environ 60 000 tonnes au total. Elle est composée depuis le XIIe siècle de koggen, rapides et maniables, remplacées au XIVe siècle par des hourques ventrues à fond plat (300 tonnes) puis à la fin du XVe par des krawel empruntés aux navigateurs atlantiques[24].

## Démographie
- Selon les estimations les plus optimises (Pierre Chaunu), l’Amérique précolombienne aurait compté de 80 à 100 millions d’habitants à l'arrivée des Espagnols. Les effets de la conquête européenne provoquent l’effondrement de la population indigène qui, victime des massacres et des maladies amenées par les conquérants (rougeole, variole, grippe, typhus, etc.) ne compte plus qu’une dizaine de millions d’habitants en 1571[25].